# Oxytropis straussii
Oxytropis straussii är en ärtväxtart som beskrevs av Joseph Friedrich Nicolaus Bornmüller. Oxytropis straussii ingår i släktet klovedlar, och familjen ärtväxter. Inga underarter finns listade i Catalogue of Life.